# Robert Robinson Taylor

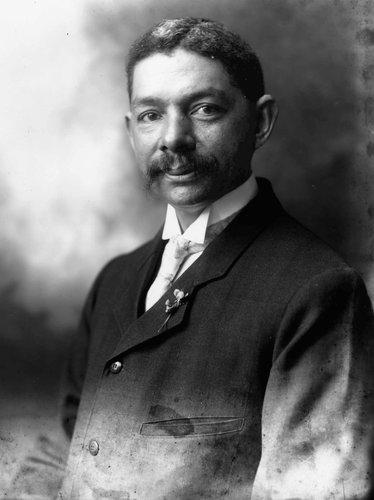
Robert R Taylor um 1906

Robert Robinson Taylor (geboren am 8. Juni 1868 in Wilmington, North Carolina; gestorben am 13. Dezember 1942 in Tuskegee, Alabama) war der erste zugelassene afroamerikanische Architekt in den Vereinigten Staaten.

## Leben
Taylor war der zweite und jüngste Sohn von Henry Taylor und dessen Frau Emily (geborene Still). Henry Taylor war der Sohn von Angus Taylor, einem weißen Geschäftsmann. Dieser beschäftigte ihn (bis 1847 als sein Sklave) als Zimmermann in den Wilmington-Docks, um Frachtschiffe zu reparieren. Seine Mutter die Tochter eines vor dem Bürgerkrieg freigelassenen ehemaligen Sklaven. Er hatte drei Geschwister.
Taylors erhielt seine Schulausbildung am Gregory Institute der abolitionistischen American Missionary Association, das nur von Afroamerikanern besucht wurde. Anschließend bestand die Aufnahmeprüfungen in Algebra, Geografie, Literatur, Französisch und Englisch und wurde, als erster Schwarzer, am 23. September 1888 am Massachusetts Institute of Technology (MIT) aufgenommen, wo er mit 18 weißen Studenten Architektur studierte. Als Abschlussarbeit verfasste er 1892 eine Beschreibung über das Design eines Soldatenheimes, Description and Design of a Soldiers Home. Darin entwarf er Plänen für ein Pflege- oder Genesungsheim für alte, gebrechliche Bürgerkriegsveteranen.
Das von Taylor entworfene Gebäude verfügte über eine achteckige, dreistöckige Halle in der Mitte mit einem Vestibül auf zwei Ebenen, das auf beiden Seiten von zweistöckigen Flügeln flankiert wurde – einer für Offiziere und einer für Unteroffiziere. Es gab separate Salons, Bibliotheken, Toiletten, Schlafsäle und Speisesäle, einen Unterhaltungssaal, eine Apotheke, einen Operationssaal, einen Genesungsraum, eine Kapelle und eine Wäscherei.
Ihm wurde zweimal 1890/1891 und 1891/1892 ein Loring-Stipendium (englisch Loring Scholarship) gewährt. Er entwarf vor 1932 mehrere Gebäude auf dem Campus der Tuskegee University und fungierte als Stellvertreter des Gründers und ersten Präsidenten Booker T. Washington. In den Jahren 1900 bis 1902 arbeitete Taylor als Architekturzeichner im Büro von Charles W. Hopkinson in Cleveland (Ohio). Anschließend war er laut dem Cleveland Telephone Directory selbständiger Bauunternehmer (englisch Builder). Im Jahr 1904 holte ihn Booker T. Washington an das Tuskegee Institute zurück, und betraute ihn mit der Leitung des „Mechanical Industries Department“. Taylor erteilte Unterricht im architektonischen und mechanischen Zeichnen, nahm Verwaltungsaufgaben wahr und überwachte die Bauarbeiten. Siebzehn Jahre lang nahm er keine privaten Aufträge an. 1921 wurde Taylor zum General Superintendent of Industries befördert und vier Jahre später erneut stellvertretender Direktor des Tuskegee Institutes.
Im Jahr 1921 erhielt Taylor vom Kuratorium der Selma University den Auftrag, das Dinkins Memorial Building zu entwerfen. Das Gebäude verfügt über Büros für den Präsidenten, den Dekan, den Registrar, die Zulassungsstelle und die Alumni sowie Unterrichtsräume und eine Kapelle. Es folgten weitere Großaufträge. Nach der verheerenden Flut von 1927, die das Mississippidelta überschwemmte, wurde Taylor in die „Coloured Advisory Commission“ des Amerikanischen Roten Kreuzes berufen. Die Kommission sollte die Hilfsmaßnahmen für die mehr als 400.000 afroamerikanischen Landflüchtlinge untersuchen, die von der Flut betroffen waren. Die Kommission stellte in ihrem Bericht fest, dass die Bemühungen größtenteils ineffektiv, korrupt und voreingenommen waren. 1933 zog er sich von seinen Aufgaben zurück und lebte wieder in Wilmington. Er engagierte sich dort aktiv in örtlichen Bürgerrechtsorganisationen.

## Familie

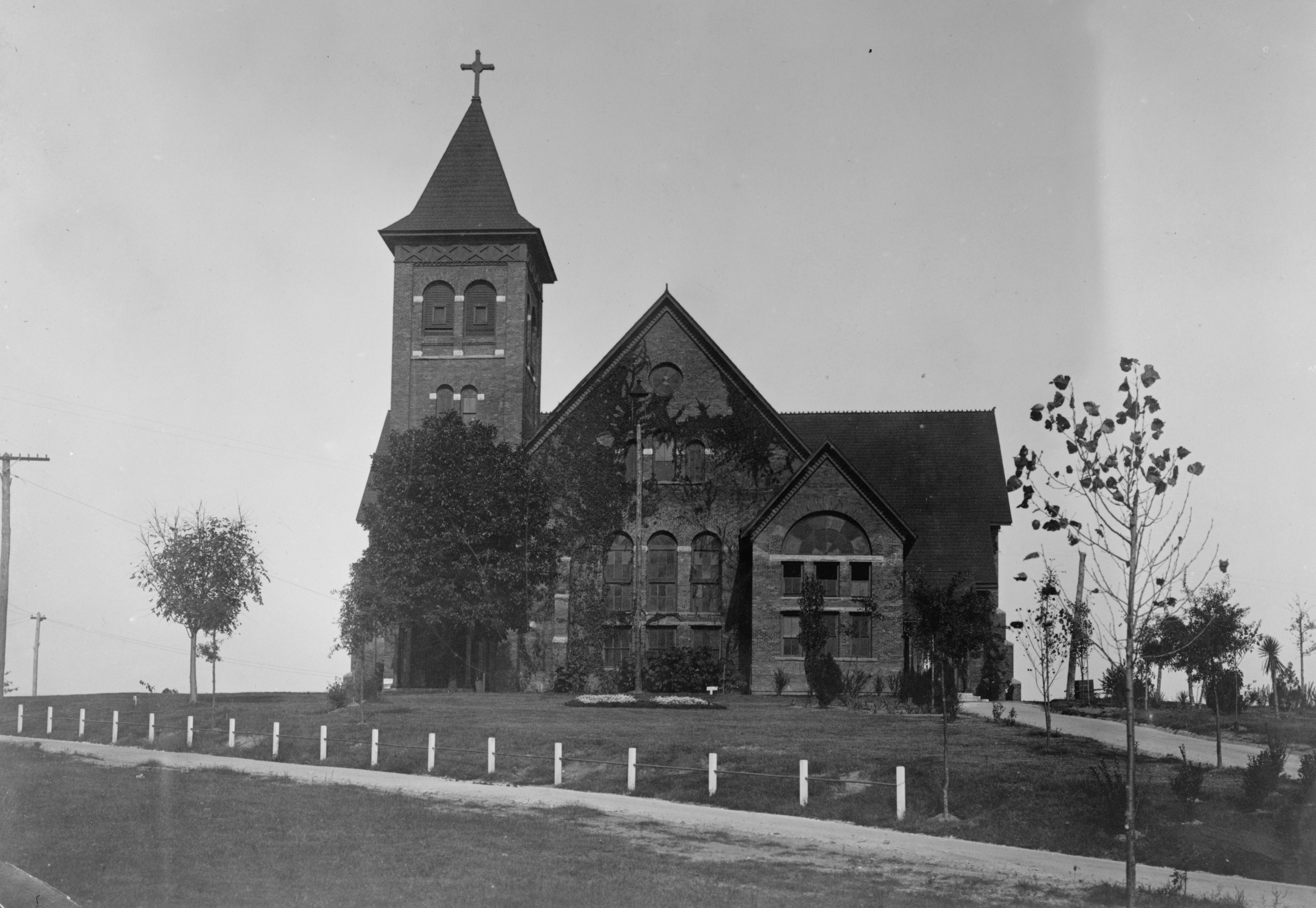
Kapelle von Tuskegee

1898 heiratete Taylor Beatrice (geborene Rochon). Sie hatten vier Kinder.
- Robert Rochon Taylor
- Helen Taylor
- Edward Taylor
- Beatrice Jr. Taylor

Nach ihrem Tod im Jahr 1906 heiratete er 1912 Nellie (geborene Chestnut), mit der er einen Sohn hatte.
- Henry Taylor

Seine Urenkelin, Valerie Jarrett, war eine leitende Beraterin des ehemaligen Präsidenten Barack Obama.
Er erlitt 1942 einen Herzinfarkt während er in der Kapelle in Tuskegee betete, die er selbst entworfen hatte, und die er als sein Lieblingsgebäude betrachtete. Er wurde auf dem Pine Forest Cemetery in Wilmington beigesetzt.

## Rezeption
- Das Wohnprojekt „Robert Taylor Homes“ in Chicago wurde nach seinem Sohn Robert Rochon Taylor, einem Bürgerführer und ehemaligen Vorsitzenden der Chicago Housing Authority, benannt.
- Der US-Postdienst gab am 2. Februar 2015 eine Briefmarke mit seinem Porträt heraus.[6] Entworfen wurde sie Derry Noyes, sie zeigt Robert Robinson Taylor als Studenten am MIT, das Foto wurde um 1890 aufgenommen, als er etwa 22 Jahre alt war.[7]